# BTS, the Best
BTS, the Best è la quinta raccolta del gruppo musicale sudcoreano BTS, pubblicata il 16 giugno 2021.

## Descrizione
Annunciato il 25 marzo 2021, BTS, the Best raccoglie tutte le canzoni in giapponese pubblicate dal gruppo tra il 2017 e il 2021, con Dynamite come traccia bonus dell'edizione fisica e Film Out come unico singolo estratto. L'album è commercializzato in sette versioni aventi la stessa tracklist, che si differenziano tra loro per l'aspetto grafico e i contenuti extra.

## Tracce
Disco 1 (CD)
1. Film Out – 3:34 (testo: Iyori Shimizu – musica: Iyori Shimizu, Jeon Jung-kook, Uta)
2. DNA (Japanese ver.) – 3:45 (Pdogg, "Hitman" Bang, Kass, Supreme Boi, Suga, RM)
3. Best of Me (Japanese ver.) – 3:49 (Andrew Taggart, Pdogg, Ray Michael Djan Jr., Ashton Foster, Sam Klempner, RM, "Hitman" Bang, Suga, J-Hope, Adora)
4. Lights – 4:54 (Uta, Yohei, Sunny Boy)
5. Blood Sweat & Tears (Japanese ver.) – 3:37 (Pdogg, RM, Suga, J-Hope, "Hitman" Bang, Kim Do-hoon)
6. Fake Love (Japanese ver.) – 4:02 (Pdogg, "Hitman" Bang, RM)
7. Black Swan (Japanese ver.) – 3:18 (Pdogg, RM, August Rigo, Vince Nantes, Clyde Kelly)
8. Airplane Pt. 2 (Japanese ver.) – 3:40 (Pdogg, RM, Ali Tamposi, Liza Owen, Roman Campolo, "Hitman" Bang, Suga, J-Hope)
9. Go Go (Japanese ver.) – 3:59 (Pdogg, "Hitman" Bang, Supreme Boi)
10. Idol (Japanese ver.) – 3:44 (Pdogg, Supreme Boi, "Hitman" Bang, Ali Tamposi, Roman Campolo, RM)
11. Dionysus (Japanese ver.) – 4:09 (Pdogg, J-Hope, Supreme Boi, RM, Suga, Roman Campolo)
12. Mic Drop (Japanese ver.) – 3:59 (Pdogg, Supreme Boi, "Hitman" Bang, J-Hope, RM)
13. Dynamite – 3:20 (David Stewart, Jessica Agombar)

Disco 2 (CD)
1. Boy with Luv (Japanese ver.) – 3:50 (Pdogg, RM, Melanie Joy Fontana, Michel "Lindgren" Schulz, "Hitman" Bang, Suga, Emily Weisband, J-Hope)
2. Stay Gold – 4:05 (Uta, Sunny Boy, Melanie Joy Fontana, Michel "Lindgren" Schulz, Jun, KM-Markit)
3. Let Go – 5:00 (Uta, Hiro, Jun, Sunny Boy)
4. Spring Day (Japanese ver.) – 4:37 (Pdogg, RM, Adora, "Hitman" Bang, Arlissa Ruppert, Peter Ibsen, Suga)
5. On (Japanese ver.) – 4:08 (Pdogg, RM, August Rigo, Melanie Joy Fontana, Michel "Lindgren" Schulz, Suga, J-Hope, Antonina Armato, Krysta Youngs, Julia Ross)
6. Don't Leave Me – 3:49 (Uta, Hiro, Sunny Boy, Pdogg)
7. Not Today (Japanese ver.) – 3:52 (Pdogg, "Hitman" Bang, RM, Supreme Boi, Adora, June)
8. Make It Right (Japanese ver.) – 3:44 (Fred Gibson, Ed Sheeran, Benjy Gibson, Jo Hill, RM, Suga, J-Hope)
9. Your Eyes Tell – 4:00 (Gustav Mared, Jeon Jung-kook, Uta, Jun)
10. Crystal Snow – 5:24 (Kanata Okajima, Soma Genda, RM)

Disco 3 (Blu-Ray o 2 DVD)
1. Film Out (video musicale)
2. Stay Gold (video musicale)
3. Lights (video musicale)
4. Airplane Pt. 2 (Japanese ver., video musicale)
5. Mic Drop (Japanese ver., video musicale)
6. Blood Sweat & Tears (Japanese ver., video musicale)

1. Realizzazione delle foto del libretto – 31:48
2. Film Out (realizzazione del video musicale) – 25:08
3. Stay Gold (realizzazione del video musicale [edizione aggiuntiva]) – 22:13
4. Lights (realizzazione del video musicale [edizione aggiuntiva]) – 21:11
5. Airplane Pt. 2 (Japanese ver., realizzazione del video musicale [edizione aggiuntiva]) – 22:15
6. Mic Drop (Japanese ver., realizzazione del video musicale [edizione aggiuntiva]) – 22:35
7. Blood Sweat & Tears (Japanese ver., realizzazione del video musicale [edizione aggiuntiva]) – 21:49

## Formazione
Gruppo
- Jin – voce
- Suga – rap, scrittura (tracce 2-3, 5, 8, 11, 14, 17-18, 21)
- J-Hope – rap, scrittura (tracce 3, 5, 8, 11-12, 14, 18, 21)
- RM – rap, scrittura (tracce 2-3, 5-8, 10-12, 14, 17-18, 20-21, 23)
- Park Ji-min – voce
- V – voce
- Jeon Jung-kook – voce, musica (traccia 1), scrittura (traccia 22)

Produzione
- Adora – scrittura (tracce 3, 17, 20)
- Jessica Agombar – scrittura (traccia 13)
- Antonina Armato – scrittura (traccia 18)
- "Hitman" Bang – scrittura (tracce 2-3, 5-6, 8-10, 12, 14, 17, 20)
- Roman Campolo – scrittura (tracce 8, 10-11)
- Ray Michael Djan Jr. – scrittura (traccia 3)
- Melanie Joy Fontana – scrittura (tracce 14-15, 18)
- Ashton Foster – scrittura (traccia 3)
- Soma Genda – scrittura (traccia 23)
- Benjy Gibson – scrittura (traccia 21)
- Fred Gibson – scrittura (traccia 21)
- Jo Hill – scrittura (traccia 21)
- Hiro – scrittura (tracce 16, 19)
- Peter Ibsen – scrittura (traccia 17)
- Jun – scrittura (tracce 15-16)
- June – scrittura (traccia 20)
- Kass – scrittura (traccia 2)
- Clyde Kelly – scrittura (traccia 7)
- Kim Do-hoon – scrittura (traccia 5)
- Sam Klempner – scrittura (traccia 3)
- KM-Markit – scrittura (traccia 2)
- Gustav Mared – scrittura (traccia 22)
- Vince Nantes – scrittura (traccia 7)
- Kanata Okajima – scrittura (traccia 23)
- Liza Owen – scrittura (traccia 8)
- Pdogg – scrittura (tracce 2-3, 5-12, 14, 17-20)
- August Rigo – scrittura (tracce 7, 18)
- Julia Ross – scrittura (traccia 18)
- Arlissa Ruppert – scrittura (traccia 17)
- Michel "Lindgren" Schulz – scrittura (tracce 14-15, 18)
- Ed Sheeran – scrittura (traccia 21)
- Iyori Shimizu – scrittura (traccia 1)
- David Stewart – scrittura (traccia 13)
- Sunny Boy – scrittura (tracce 4, 15-16, 19)
- Supreme Boi – scrittura (tracce 2, 9-12, 20)
- Andrew Taggart – scrittura (traccia 3)
- Ali Tamposi – scrittura (tracce 8, 10)
- Uta – scrittura (tracce 1, 4, 15-16, 19, 22)
- Emily Weisband – scrittura (traccia 14)
- Yohei – scrittura (traccia 4)
- Krysta Youngs – scrittura (traccia 18)

## Successo commerciale
L'album ha spedito 1,1 milioni di copie in Giappone durante la prima giornata di disponibilità, vendendo 571 589 unità  in ventiquattr'ore ed entrando in prima posizione nella classifica Oricon giornaliera del 15 giugno. Ha occupato la vetta anche della graduatoria settimanale 14-20 giugno, divenendo il disco più venduto dell'anno fino a quel momento con 782 000 copie, conseguendo il nuovo record di vendite durante la prima settimana per un artista straniero dopo #1's di Mariah Carey nel 1998.
Con 992 837 copie vendute fino al 12 dicembre 2021, BTS, the Best ha segnato la prima apparizione dei BTS in vetta alla classifica annuale giapponese, la terza per un artista straniero dopo You Don't Have to Say You Love Me di Elvis Presley (1971) e Thriller di Michael Jackson (1984). Ha superato un milione di copie durante la settimana del 27 dicembre, rendendoli i primi sudcoreani dopo BoA nel 2005, il primo artista maschile dopo i Queen nel 2004 e il quattordicesimo artista straniero nella storia della classifica Oricon a conseguire questo risultato.
È stato il loro primo album ad ottenere la certificazione di diamante in Giappone.
Secondo la International Federation of the Phonographic Industry, BTS, the Best è stato il quarto disco di maggior successo al mondo nel 2021 per numero di download digitali e vendite fisiche.

## Classifiche

### Classifiche settimanali
| Classifica (2021) | Posizione massima |
| ----------------- | ----------------- |
| Australia         | 31                |
| Austria           | 8                 |
| Belgio (Fiandre)  | 8                 |
| Belgio (Vallonia) | 10                |
| Canada            | 45                |
| Croazia           | 2                 |
| Francia           | 23                |
| Germania          | 6                 |
| Giappone          | 1                 |
| Grecia            | 71                |
| Irlanda           | 45                |
| Italia            | 43                |
| Nuova Zelanda     | 30                |
| Polonia           | 29                |
| Portogallo        | 2                 |
| Regno Unito       | 71                |
| Slovacchia        | 26                |
| Spagna            | 26                |
| Stati Uniti       | 19                |
| Svizzera          | 5                 |
| Ungheria          | 6                 |

### Classifiche di fine anno
| Classifica (2021) | Posizione |
| ----------------- | --------- |
| Portogallo        | 69        |
| Ungheria          | 61        |

## Riconoscimenti
- Japan Gold Disc Award[36]
  - 2022 – Album dell'anno (Asia)
  - 2022 – Tre migliori album (Asia)